# Franciszek Suknarowski
Franciszek Suknarowski (ur. 12 maja 1912 w Wadowicach, zm. 6 lipca 1998) – artysta rzeźbiarz i malarz.
Członek założyciel przedwojennej Grupy Plastyków Beskidzkich „Czartak II”, współzałożyciel Klubów Pracy Twórczej „Beskidy” i „Beskidnicy”.
Studia artystyczne odbywał w Krakowie w latach 1931–1936 w Akademii Sztuk Pięknych pod kierunkiem profesorów: X. Dunikowskiego i K. Sichulskiego. Już jako student związał się z kręgiem artystycznym E. Zegadłowicza. Po raz pierwszy wystawiał swe prace w roku 1933, z okazji obchodów jubileuszu twórczości E. Zegadłowicza. Przed wojną wystawiał również w Krakowie, Bielsku i Wiśle. Najważniejsze rzeźbiarskie realizacje tego okresu to: „Portret rzeźbiarza W. Bałysa”, „Portret matki”, „Statua św. Józefa” (klasztor OO Karmelitów w Wadowicach), „Nimfa w kąpieli”, „Jaszczur”, „Akt kobiecy – rzut kulą”.
Po wojnie Franciszek Suknarowski związał się ze szkolnictwem. Uczył w wadowickim liceum, a od 1950 roku był wykładowcą rzeźby w Liceum Sztuk Plastycznych w Bielsku-Białej i dyrektorem Państwowego Ogniska Plastycznego. Ponowiona aktywność twórcza artysty zaowocowała rzeźbami: „Proletariusz”, „Wspólny cel”, „Nokturn oświęcimski”, „Ewa”, „Pomnik E. Zegadłowicza”, „Pomnik Armii Radzieckiej”, „Macierzyństwo”, „Statua Chrystusa”, „Rzeźba Kopernika” i wiele innych.
Franciszek Suknarowski uprawiał również malarstwo będące wyrazem podziwu dla piękna i harmonii otaczającego nas świata. Jego prace można obejrzeć w Muzeum Emila Zegadłowicza w Gorzeniu, w Muzeum Okręgowym w Bielsku oraz w prywatnej galerii przy ul. Karmelickiej w Wadowicach. Przez wiele lat F. Suknarowski pełnił funkcje prezesa Towarzystwa Miłośników Ziemi Wadowickiej i Fundacji „Czartak”.
W roku 1995 otrzymał Nagrodę im. Karola Miarki.